# Castelo de Taque Agaje
O Castelo de Taque Agaje (em persa: قلعه تک آغاج; romaniz.: Aghaj Tak Qal'eh) é um castelo histórico localizado no condado de Astara, na província de Guilão, no Irão. A longevidade desta fortaleza remonta ao Império Seljúcida.